# 小斯特魯日卡
48°47′38″N 27°21′52″E / 48.79389°N 27.36444°E
小斯特魯日卡（烏克蘭語：Мала Стружка），是烏克蘭西部的村莊，隸屬赫梅利尼茨基州的卡緬涅茨-波多利斯基區。該村始建於1661年，面積3.16平方公里，海拔高度196米，2021年人口504，人口密度每平方公里205.4人。